# Masao Murata
Masao Murata –en japonés, 村田 正夫, Murata Masao– (6 de abril de 1964) es un deportista japonés que compitió en judo. Ganó una medalla de bronce en el Campeonato Mundial de Judo de 1987 en la categoría de –86 kg.

## Palmarés internacional
| Campeonato Mundial | Campeonato Mundial | Campeonato Mundial | Campeonato Mundial |
| Año                | Lugar              | Medalla            | Categoría          |
| ------------------ | ------------------ | ------------------ | ------------------ |
| 1987               | Essen (RFA)        | Medalla de bronce  | –86 kg             |